# Расстановка сил во Втором сражении при Эль-Аламейне
Представлена расстановка союзных сил с одной стороны и сил «оси» с другой, участвовавших во Втором сражении при Эль-Аламейне в период с 23 октября по 5 ноября 1942 года, в Североафриканской кампании Второй мировой войны.

## Силы союзников
На стороне стран антигитлеровской коалиции, в основном представленных Великобританией, участвовали войска стран британского содружества (Британская Индия, Австралия, Новая Зеландия, Южно-Африканский Союз), а также военные силы антигитлеровских освободительных движений Свободной Греции и Свободной Франции, оккупированных стран, чьи правительства были в изгнании в Лондоне. Командовал союзными силами в Северной Африке командующий 8-й британской армией генерал Бернард Лоу Монтгомери.

Генерал-лейтенант Бернард Монтгомери — командующий союзными войсками в Северной Африке.

## 8-я армия (Великобритания)
(Генерал-лейтенант Бернард Монтгомери)

### В непосредственном подчинении армии
- 1-я армейская танковая бригада
  - 42-й королевский танковый полк
  - 44-й королевский танковый полк
- 1-я бронетанковая бригада
  - 4-й королевский гусарский полк
  - 8-й королевский ирландский гусарский полк
  - 2-й королевский глостерширский гусарский полк
- 12-я противовоздушная бригада
  - 14-й легкий противовоздушный полк, Королевская артиллерия
  - 16-й легкий противовоздушный полк, Королевская артиллерия
  - 27-й легкий противовоздушный полк, Королевская артиллерия
  - 88-й тяжелый противовоздушный полк, Королевская артиллерия
  - 94-й тяжелый противовоздушный полк, Королевская артиллерия
  - 27-й (Лондонская электрическая инженерия) прожекторный полк, Королевская артиллерия (две группы)
- 2-я противовоздушная бригада
  - 2-й легкий противовоздушный полк, Королевская артиллерия
  - 69-й тяжелый противовоздушный полк, Королевская артиллерия (199-я и 261-я батареи)
- 21-я Индийская пехотная бригада
  - 1-й батальон, 6-й стрелковый Раджпутана
  - 3-й батальон, 7-й полк Раджпут
  - 2-й батальон, 8-й стрелковый Гуркха
  - 9-й индийская полевая компания, Корпус индийских инженеров

### Группировки армии
- B эскадрон, 6-й Королевский танковый полк
- 6-й Южноафриканский бронеавтомобильный полк (одна группа)
- 556-я армейская группировка рота, Королевские инженеры
- 568-я армейская группировка рота, Королевские инженеры
- 25-я полевая рота, Южноафриканских инженеров
- 27-я полевая рота, Южноафриканских инженеров
- 31-я полевая рота, Южноафриканских инженеров
- 8-я армия связи, Королевский корпус связи

### Британский X корпус
(Генерал-лейтенант Герберт Люмсден)
- X-я корпусная группа, Королевские инженеры
  - 571-я армейская полевая рота (прикреплена к 10-й бронетанковой дивизии)
  - 572-я армейская полевая рота (прикреплена к 1-й бронетанковой дивизии)
  - 573-я армейская полевая рота (прикреплена к 10-й бронетанковой дивизии)
  - 570-я полевая резервная рота
- X-й корпус связи, Королевский корпус связистов

#### Британская1-я бронетанковая дивизия
(Генерал-майор Раймонд Бриггс)
- 12-й полк Королевских лансьеров

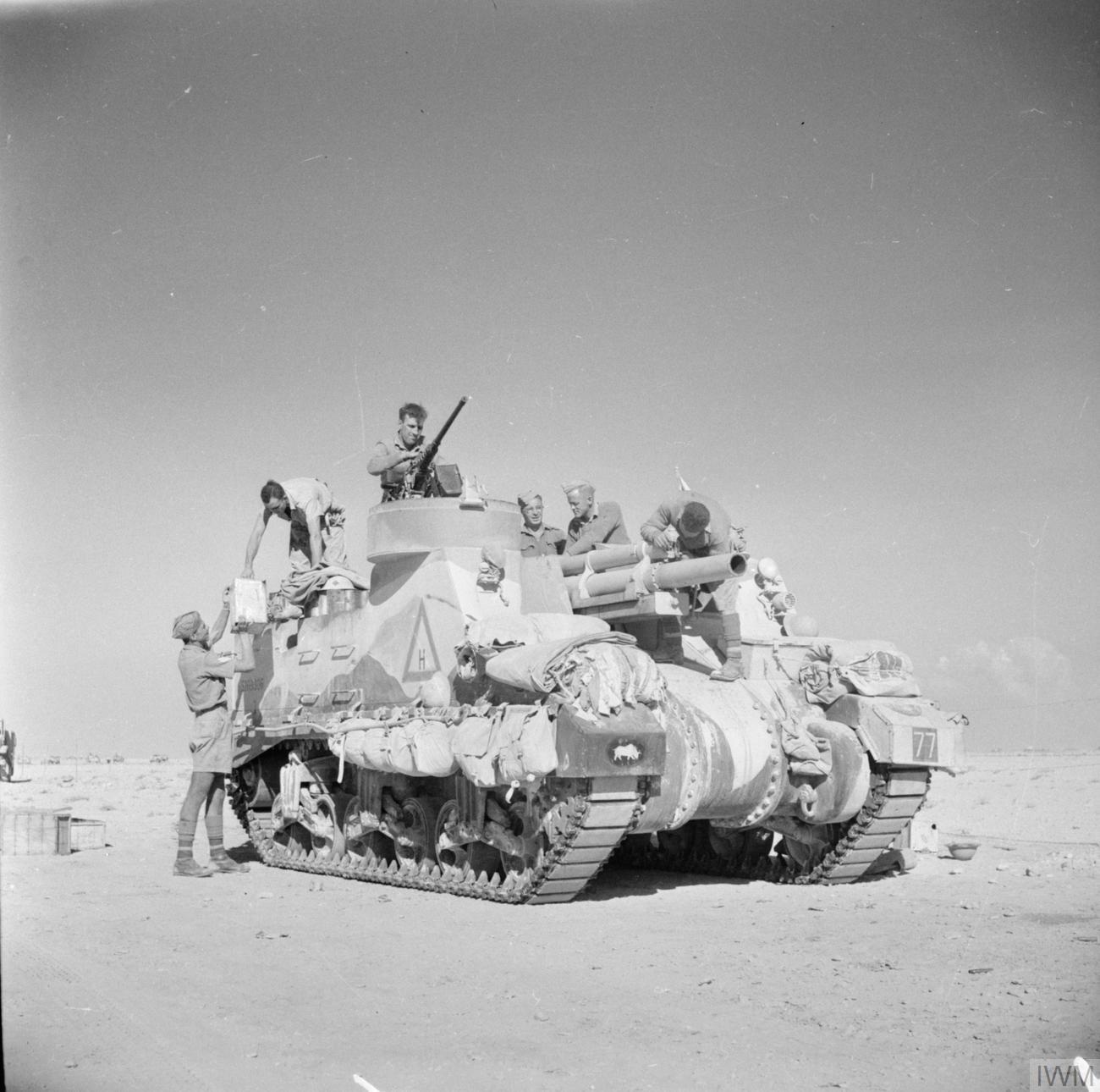
Самоходка M7 Priest 1-й бронетанковой дивизии. 2 ноября 1942 года.

- 2-й полк, Королевская конная артиллерия
- 4-й полк, Королевская конная артиллерия
- 11-й полк, Королевская конная артиллерия (Достопочтенная артиллерийская рота) (ранее в 8-й бронетанковой дивизии) (самоходки M7)
- 76-й противотанковый полк, Королевская артиллерия
- 42-й легкий противовоздушный полк, Королевская артиллерия
- 1-й бронетанковый инженерный дивизион
  - 1-й полевой эскадрон, Королевские инженеры
  - 9-й полевой эскадрон, Королевские инженеры (от 8-й бронетанковой дивизии)
- 1-й бронетанковый дивизион связистов, Королевский корпус связистов

#### Британская 2-я бронетанковая бригада
(Бригадир Артур Фишер)
92 танка «Шерман», 68 «Крусейдер», 1 «Грант» = 161 танк.
- 2-й полк Драгунских гвардейцев
- 9-й полк Королевских лансьеров
- 10-й полк Королевских гусаров
- Йоркширские драгуны (моторизованный батальон)
- Х-я рота, 1-й батальон, Королевские Нортумберлендские фузелёры (пулеметный батальон)

#### Британская 7-я моторизованная бригада
(Бригадир Томас Дж. Босвиль)
- 2-й батальон, Королевский стрелковый корпус
- 2-й батальон, Стрелковая бригада
- 7-й батальон, Стрелковая бригада

#### Хаммерфорс (в подчинении8-й бронетанковая дивизия)
- 4-й/6-й Южноафриканский полк бронеавтомобилей
- 146-й полевой полк (Пемброк и Кардиганшир), Королевская артиллерия
- 73-й противотанковый полк, Королевская артиллерия
- 56-й противовоздушный полк, Королевская артиллерия
- Z рота, 1-й батальон, Королевские Нортумберлендские фузелёры (пулеметный батальон)
- 7-й полевой эскадрон, Королевские инженеры
- 9-й полевой эскадрон, Королевские инженеры

#### Целевая группа по минным полям
(В подчинении Хаммерфорс по зачистке от мин)
Под командованием 2-й стрелковой бригады
- 2-й полк Драгунских гвардейцев (одна группа)
- 9-й полк Королевских Лансьеров (одна группа)
- 10-й полк Королевских гусар (одна группа)
- 7-й полевой эскадрон, Королевские инженеры
- 9-й полевой эскадрон, Королевские инженеры
- 572-я армейская полевая рота (X-го корпуса группы Королевских инженеров)
- 2-й батальон, стрелковая бригада (меньше вспомогательной роты)

#### Британская10-я бронетанковая дивизия
(Генерал-майор Александер Гэтхауз)
- Королевские драгуны

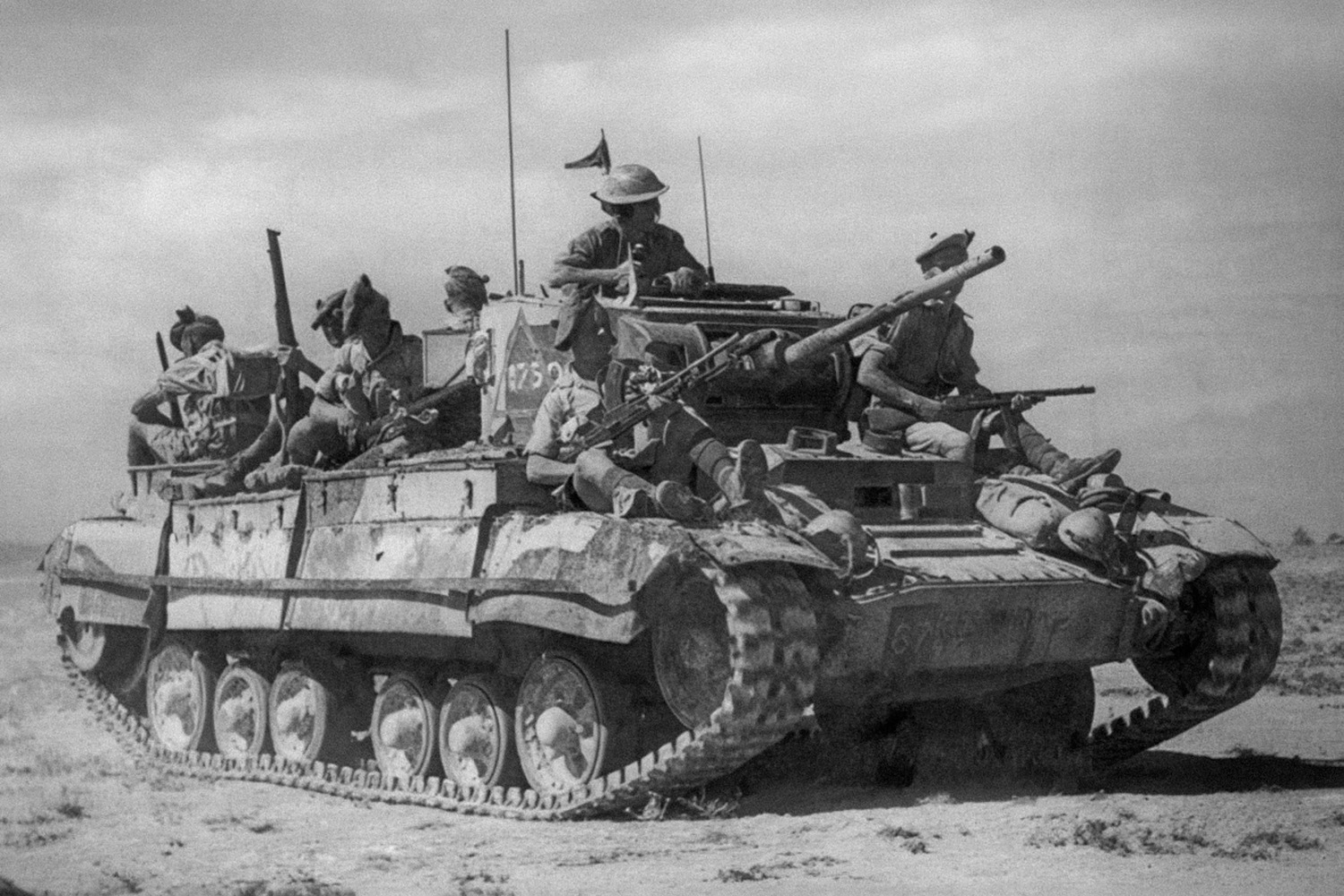
Танк Валентайн. Северная Африка.

- 1-й полк, Королевская конная артиллерия
- 5-й полк, Королевская конная артиллерия (в подчинении 8-го бронетанкового дивизиона)
- 104-й полк, Ессексакая конница, Королевская конная артиллерия
- 98-й полевой полк её Величества конницы Суррея и Суссекса, Королевская артиллерия
- 84-й противотанковый полк, Королевская артиллерия
- 53-й легкий противовоздушный полк (Королевской Йоркширской легкой пехоты), Королевская артиллерия
- 10-й бронетанковый дивизион связистов
  - 2-й полевой эскадрон, Королевские инженеры
  - 3-й полевой эскадрон, Королевские инженеры
- 6-й полевой эскадрон, Королевские инженеры (в подчинении 8-го бронетанкового дивизиона)
- 141-й полевой эскадрон, Королевские инженеры
- 10-й Бронетанковый дивизион связистов, Королевский корпус связистов

#### 8-я бронетанковая бригада
(Бригадир Эдвард С. Н. Кастэнс)
44 танка «Крусейдер», 57 «Грант», 31 «Шерман» = 133 танка
- 3-й Королевский танковый полк
- Шервудская конница рейнджеров
- Стаффордширская конница
- 1-й батальон, Королевский полк Восточного Кента

#### 24-я бронетанковая бригада (в подчинении 8-го бронетанкового дивизиона)
(Бригадир Артур Г. Кенсингтон)
2 танка «Грант», 93 «Шермана», 45 «Крусейдер» = 140 танков
- 41-й Королевский танковый полк
- 45-й Королевский танковый полк
- 47-й Королевский танковый полк
- 11-й батальон, Королевский стрелковый корпус

#### 133-я пехотная бригада (в подчинении 44-го пехотного дивизиона)
(Бригадир Алек В. Ли)
- 2-й батальон, Королевский полк Суссекса
- 4-й батальон, Королевский полк Суссекса
- 5-й батальон, Королевский полк Суссекса
- W рота, 1-й батальон, Королевские Нортумберлендские фузелёры (пулеметная рота) (в подчинении 8-го бронетанкового дивизиона)

#### Целевая группа по минным полям
(подчинение 133-й бригаде, очистка от мин)
(Полковник-лейтенант Дж. Р. Макмикан, командование Королевских инженеров, 10-й бронетанковый дивизион)
- 3-й полевой эскадрон, Королевские инженеры
- 571-й Армейская полевая рота (Х-я корпусная группа Королевских инженеров)
- 573-й Армейская полевая рота (Х-я корпусная группа Королевских инженеров)
- 141-й полевой эскадрон (отряд)

#### 8-я бронетанковая дивизия
(Генерал-майор Чарльз Галрднер)
- 6-й полевой эскадрон, Королевские инженеры (отряды 10-й бронетанкового дивизиона)
- 9-й полевой эскадрон, Королевские инженеры (отряды 10-й бронетанкового дивизиона)
- 145-й полевой эскадрон, Королевские инженеры
- 8-й бронетанковой дивизии связисты, Королевский корпус связистов

### Британский XIII корпус
(Генерал-лейтенант Брайн Хоррокс)
- 4-й/6-й Южноафриканский полк бронеавтомобилей
- XIII-я корпусная группа, Королевские инженеры
  - 578-я армейская полевая рота, Королевские инженеры
  - 576-я армейская полевая рота, Королевские инженеры
- XII-й корпус связистов, Королевский корпус связистов

#### 50-й (Нортумберлендский) пехотная дивизия
(Генерал-майор Джон С. Николс)
- 2-й батальон, Чеширский полк (пулемётный батальон)
- 74-й полевой полк, Королевская артиллерия
- 111-й полевой полк, Королевская артиллерия
- 124-й полевой полк, Королевская артиллерия
- 154-й Лейчерстерширский конный полевой полк, Королевская артиллерия
- 102-й противотанковый полк Нортумберлендских гусар, Королевская артиллерия
- 34-й легкий противовоздушный полк, Королевская артиллерия
- 50-й дивизион Нортумберлендских инженеров
  - 233-я полевая рота, Королевские инженеры
  - 505-я полевая рота, Королевские инженеры
  - 235-я полевая рота, Королевские инженеры
- 50-я Нортумберлендская дивизия связистов, Королевский корпус связистов

#### 1-я греческая пехотная бригада
(Полковник Павсаниас Кацотас)
- 1-й пехотный батальон
- 2-й пехотный батальон
- 3-й пехотный батальон
- 1-й Греческий полевой артиллерийский полк
- 1-я Греческая пулеметная рота
- 1-я Греческая полевая рота, Греческие инженеры

#### 151-я пехотная бригада (в подчинении 2-го Новозеландского дивизиона с 29 октября по 3 ноября)
(Бригадир Джоселин Е. С. Перси)
- 6-й батальон, Дурхамская легкая пехота
- 8-й батальон, Дурхамская легкая пехота
- 9-й батальон, Дурхамская легкая пехота

#### 69-я пехотная бригада
(Бригадир Эдвард С. Кук-Коллис)
- 5-й батальон, Восточно-йоркширский полк
- 6-й батальон, Грин Ховардс
- 7-й батальон, Грин Ховардс

#### 2-я бригадная группировка Свободной Франции
- 5-й пехотный батальон
- 11-й пехотный батальон
- 21-я и 23-я Северо-Африканские противотанковые роты
- 2-я рота, Инженеры Свободной Франции

#### 44-й пехотный дивизион внутренних графств
(Генерал-майор Ивор Хагис)
- 44-й разведывательный полк (в подчинении 7-й бронетанковой дивизии)
- 6-й батальон, Чеширский полк (пулемётный батальон)
- 53-й полевой батальон, Королевская артиллерия
- 57-й полевой батальон, Королевская артиллерия
- 58-й полевой батальон, Королевская артиллерия
- 65-й полевой батальон, Королевская артиллерия
- 57-й противотанковый полк, Королевская артиллерия
- 30-й противовоздушный полк, Королевская артиллерия
- 44-й (Внутренних графств) дивизион инженеров
  - 11-я полевая рота, Королевские инженеры
  - 209-я полевая рота, Королевские инженеры
  - 210-я полевая рота, Королевские инженеры
  - 211-я полевая рота, Королевские инженеры
- 577-я армейская полевая рота, Королевские инженеры (В подчинении XIII корпусной группы Королевских инженеров)
- 44-й Внутренних графств дивизион связистов, Королевский корпус связистов

#### 131-я пехотная бригада
(Бригадир Уильям Донован Стамер)
- 1/5-й батальон, Её Величества Королевский полк (Западный Суррей)
- 1/6-й батальон, Её Величества Королевский полк (Западный Кент)
- 1/7-й батальон, Её Величества Королевский полк (Западный Кент)

#### 132-я пехотная бригада
(Бригадир Лэсмер Уистлер)
- 2-й батальон, ударный Её Величества Королевский полк (Западный Кент)
- 4-й батальон, Её Величества Королевский полк (Западный Кент)
- 5-й батальон, Её Величества Королевский полк (Западный Кент)

#### 133-я пехотная бригада
Отдельная, в 10-й бронетанковой дивизии

#### 7-я бронетанковая дивизия
(Генерал-майор Джон Хардинг)

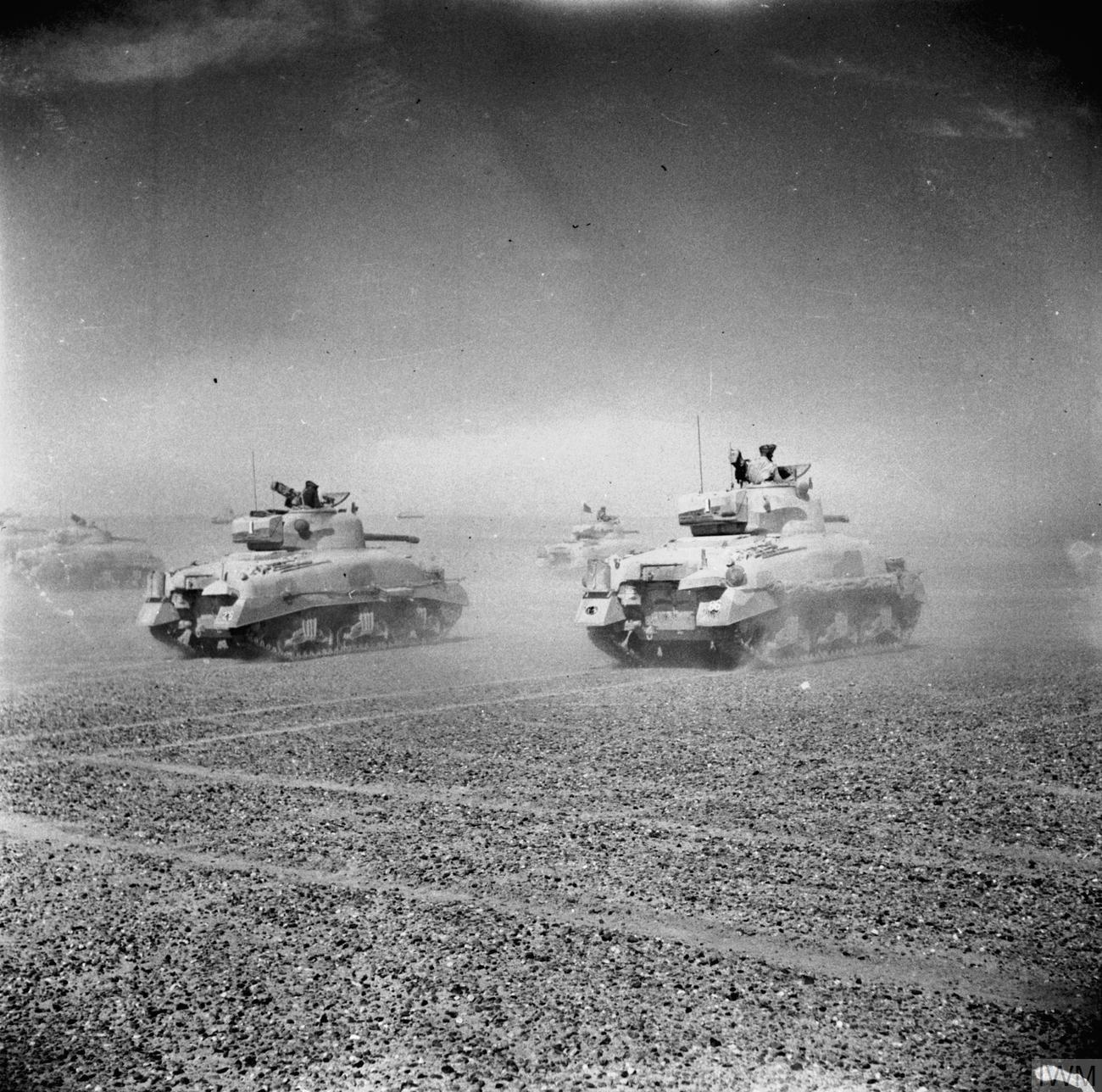
Танки «Шерман» 8-й британской армии в пустыне.

- 1-й Хаусхольдский кавалерийский полк
- 11-й Гусарский кавалерийский полк (под командованием 4-й бронетанковой бригады, в резерве)
- 2-й полк Дербширских конников
- 44-й разведывательный полк (под командованием 44-й пехотной дивизии)
- 3-й полк, Королевская конная артиллерия
- 4-й полевой полк, Королевская артиллерия
- 97-й полевой полк Кентской конницы, Королевская артиллерия
- 65-й противотанковый полк Норфолкской конницы, Королевская артиллерия
- 15-й противовоздушный полк Остров Мэн, Королевская артиллерия
- 7-й бронетанковый дивизион инженеров
  - 4-й полевой эскадрон, Королевские инженеры
  - 21-й полевой эскадрон, Королевские инженеры
  - 143-й полевой эскадрон, Королевские инженеры
- 7-й бронетанковый дивизион инженеров, Королевский корпус связистов

#### 4-я легкая бронетанковая бригада
(Бригадир Маркус Дж. Роддик)
57 танков «Стюарт», 14 танков «Грант» = 71 танков и 9 бронеавтомобилей
- Полк Королевских Шотландских серых
- 4-й/8-й полк Гусаров
- 1-й батальон, Королевский стрелковый корпус

#### 22-я бронетанковая бригада
(Бригадир Джордж «Пип» Робертс)
57 танков «Грант», 50 танков «Крусейдер», 19 танков «Стюарт» = 126 танков
- 1-й Королевский танковый полк
- 5-й Королевский танковый полк
- 4-й полк Лондонских конников (Снайперы)
- 1-й батальон, Стрелковая бригада

#### 1-я бригадная группировка Свободной Франции
(Бригадир Мари-Пьер Кёниг)
- 1-й батальон, Иностранный легион
- 2-й батальон, Иностранный легион
- 3-й батальон, Тихоокеанская морская пехота
- 3-й полевой полк, Королевская артиллерия
- 1-й артиллерийский полк Свободной Франции
- 2-я противовоздушная рота Свободной Франции
- 22-я Североафриканская противотанковая рота
- 1-я полевая рота, Инженеры Свободной Франции

(под командованием)
- 1-й летный отряд Свободной Франции
- Бронеавтомобильный эскадрон и зональная группа, 1-й Марроканский Спаги
- 1-я танковая рота Свободной Франции
- Противовоздушная группа, 1-й батальон, Французский иностранный легион

### Британский XXX корпус
(Командующий Генерал-лейтенант Оливер Лиз)
- XXX Корпус эскадрона обороны
- Эскадрон С, 4-й/6-й Южноафриканский бронеавтомобильный полк
- 7-й средний полк, Королевская артиллерия
- 64-й средний полк, Королевская артиллерия
- 69-й средний полк, Королевская артиллерия
- 66-я моторизованная рота, Королевские инженеры (две группы отделены от 9-й Австралийской дивизии)
- 11-я полевая рота, Южноафриканские инженеры
- 13-я полевая рота, Южноафриканские инженеры
- 22-я полевая рота, Южноафриканские инженеры
- XXX Корпус связистов, Королевский корпус связистов

#### 9-я Австралийская дивизия
(Командующий Генерал-майор Лесли Моршид)
- 9-й дивизионный кавалерийский полк
- 2/2-й пулеметный батальон
- 2/3-й саперный батальон
- 2/7-й полевой полк, Королевская Австралийская артиллерия
- 2/8-й полевой полк, Королевская Австралийская артиллерия
- 2/12-й полевой полк, Королевская Австралийская артиллерия
- 3-й противотанковый полк, Королевская Австралийская артиллерия
- 4-й противовоздушный полк, Королевская Австралийская артиллерия
- 2/3-я полевая рота, Королевские Австралийские инженеры
- 2/7-я полевая рота, Королевские Австралийские инженеры
- 2/13-я полевая рота, Королевские Австралийские инженеры
- 2/4-я полевая рота, Королевские Австралийские инженеры
- 9-й австралийский дивизион связистов

#### 24-я Австралийская бригада
(Бригадир Артур Х. Л. Годфри)
- 2/28-й Австралийский пехотный батальон, Западная Австралия
- 2/32-й Австралийский пехотный батальон, Виктория
- 2/43-й Австралийский пехотный батальон, Южная Австралия

#### 26-я Австралийская бригада
(Бригадир Дэвид А. Уайтхэд)
- 2/23-й Австралийский пехотный батальон, Виктория
- 2/24-й Австралийский пехотный батальон, Виктория
- 2/48-й Австралийский пехотный батальон, Новый Южная Австралия

#### 20-я Австралийская бригада
(Бригадир Х. Ригли)
- 2/13-й Австралийский пехотный батальон, Новый Южный Уэльс
- 2/15-й Австралийский пехотный батальон, Куинсланд
- 2/17-й Австралийский пехотный батальон, Новый Южный Уэльс

#### 51-я Хигландская пехотная дивизия
(Генерал-майор Дуглас Вимберли)
- 51-й батальон, Разведывательный полк
- 1/7-й батальон, Миддлекский полк (пулеметный батальон)
- 50-й Королевский танковый полк (в подчинении 23-й бронетанковой бригады)
- 126-й полевой полк, Королевская артиллерия
- 127-й полевой полк, Королевская артиллерия
- 128-й полевой полк, Королевская артиллерия
- 61-й противотанковый полк, Королевская артиллерия
- 40-й легкий противовоздушный полк, Королевская артиллерия
- 51 Хигландский дивизион инженеров
  - 274-я полевая рота, Королевские инженеры
  - 275-я полевая рота, Королевские инженеры
  - 276-я полевая рота, Королевские инженеры
  - 239-я полевая рота, Королевские инженеры
- 51-й Хигландский дивизион связистов, Королевский корпус связистов

#### 152-я пехотная бригада
(Бригадир Джордж Мюррей)
- 2-й батальон, Зеафортские горцы
- 5-й батальон, Зеафортские горцы
- 5-й батальон, Королевские Камеронские горцы

#### 153-я пехотная бригада
(Бригадир Дуглас Грэхэм)
- 5-й батальон, Черные часы
- 1-й батальон, Гордонские горцы
- 5-й/7-й батальон, Гордонские горцы

#### 154-я пехотная бригада
(Бригадир Генри У. Холдсворт)
- 1-й батальон, Черные часы
- 7-й батальон, Черные часы
- 7-й батальон, Эрджил и Сетерлендские горцы

#### 2-я Новозеландская дивизия
(Генерал-лейтенант Бернард Фрейберг)
- 2-й Новозеландский дивизионный кавалерийский полк
- 27-й (пулеметный) батальон
- 4-й полевой полк, Королевская Новозеландская артиллерия
- 5-й полевой полк, Королевская Новозеландская артиллерия
- 6-й полевой полк, Королевская Новозеландская артиллерия
- 7-й противотанковый полк, Королевская Новозеландская артиллерия
- 14-й легкий противовоздушный полк, Королевская Новозеландская артиллерия
- 6-я полевая рота, Королевские Новозеландские инженеры
- 7-я полевая рота, Королевские Новозеландские инженеры
- 8-я полевая рота, Королевские Новозеландские инженеры
- 5-я полевая рота, Королевские Новозеландские инженеры
- 2-й Новозеландский дивизион связистов

#### 5-я Новозеландская пехотная бригада
(Бригадир Говард Киппенбергер)
- 21-й батальон, Новозеландская пехота
- 22-й батальон, Новозеландская пехота
- 23-й батальон, Новозеландская пехота
- 28-й батальон маори, Новозеландская пехота

#### 6-я Новозеландская пехотная бригада
(Бригадир Уильям Гентри)
- 24-й батальон, Новозеландская пехота
- 25-й батальон, Новозеландская пехота
- 26-й батальон, Новозеландская пехота

#### 9-я бронетанковая бригада
(Бригадир Джон Курр)

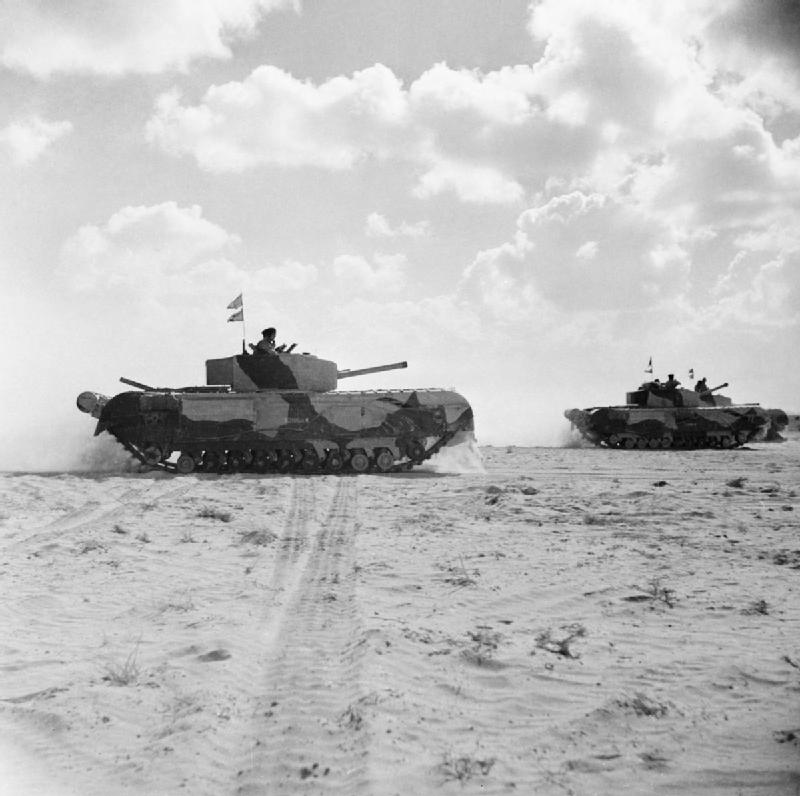
Танки «Черчилль» 1-й бронетанковой дивизии. 5 ноября 1942 года.

35 танков «Шерман», 37 танков «Грант», 46 «Крусейдер» = 118 танков
- 3-й кавалерийский полк Гуссаров
- Королевский Уилтширский полк кавалерии
- Полк Уарвикширских кавалеристов
- 14-й батальон, Шервудские лесники

#### 1-я Южноафриканская пехотная дивизия
(Генерал-майор Дэн Пинер)
- 8-й Королевский танковый полк (в подчинении к 23-й бронетанковой бригаде, в резерве после 31 октября)
- 3-й Южноафриканский бронеавтомобильный разведывательный полк
- Полк «Президент Стэйн» (пулеметный батальон)
- 2-й полк Бота (в резерве после 31 октября)
- 1-й полевой полк, Капская полевая артиллерия, Южноафриканская артиллерия
- 4-й полевой полк, Южноафриканская артиллерия
- 7-й полевой полк, Южноафриканская артиллерия
- 1-й легкий противовоздушный полк, Южноафриканская артиллерия
- 1-й противотанковый полк, Южноафриканская артиллерия
- 1-я полевая рота, Южноафриканские инженеры
- 2-я полевая рота, Южноафриканские инженеры
- 3-я полевая рота, Южноафриканские инженеры
- 5-я полевая рота, Южноафриканские инженеры
- 19-я полевая рота, Южноафриканские инженеры
- 1-й Южноафриканский дивизион связистов

#### 1-я Южноафриканская пехотная бригада
(Бригадир Э. П. Хартшорн)
- 1-й стрелковый полк Герцога Эдинбургского
- 1-й пехотный полк Королевских Натальских Карабинеров
- 1-й пехотный полк Трансваальских Шотландцев

#### 2-я Южноафриканская пехотная бригада
(Бригадир Эверед Пул)
- 1-й полк Кейптаунских горцев
- 1-й полк моторизованных стрелков
- 1/2 полевой усиленный батальон

#### 3-я Южноафриканская пехотная бригада
- 1-й полк Имперской легкой кавалерии (Бронеавтомобили)
- 1-й полк легкой пехоты Рэнд
- 1-й Королевский полк легкой пехоты Дурбан

#### 4-я Индийская пехотная дивизия
(Генерал-майор Фрэнсис Такер)
- Центральноиндийские всадники (разведывательный полк)
- 5-й батальон, Раджпутанские стрелки (пулеметный батальон)
- 1-й полевой полк, Королевская артиллерия
- 11-й полевой полк, Королевская артиллерия
- 32-й полевой полк, Королевская артиллерия
- 149-й противотанковый полк, Королевская артиллерия
- 57-й легкий противовоздушный полк, Королевская артиллерия
- 2-я полевая рота, Бенгальские саперы и минёры
- 4-я полевая рота, Бенгальские саперы и минёры
- 12-я полевая рота, Мадраские саперы и минёры
- 11-я полевая рота, Мадраские саперы и минёры
- 4-й Индийский дивизион связистов

#### 5-я Индийская пехотная бригада
(Бригадир Дадли Расселл)
- 1/4-й батальон, Эссекский полк
- 4-й батальон, 6-й Раджпутского стрелкового полка
- 3-й батальон, 10-го Балухского полка

#### 7-я Индийская пехотная бригада
(Бригадир Артур Холуорти)
- 1-й батальон, Королевский Суссекский полк
- 4-й батальон, 16-й Пенджабский полк
- 1-й батальон, 2-й Короля Эдуарда Гуркхский стрелковый полк

#### 161-я Индийская пехотная бригада
(Бригадир Френсис Хагис)
- 1-й батальон, Аргилльский и Сатерлендский горный полк
- 1-й батальон, 1-й Пенджабский полк
- 4-й батальон, Раджпутский полк

### Корпус резерва

#### 23-я бронетанковая бригада
(Бригадир Джордж У. Ричардс)
186 танков «Валентайн»
- 8-й Королевский танковый полк (подчинение 1-й Южно-Африканской дивизии)
- 40-й Королевский танковый полк (подчинение 9-й Австралийской дивизии)
- 46-й Королевский танковый полк
- 50-й Королевский танковый полк (подчинение 51-й Хигландской дивизии)
- 121-й полевой полк, Королевская артиллерия
- 168-я батарея, 56-й легкий противовоздушный полк, Королевская артиллерия
- 295-я армейская полевая рота, Королевские инженеры (3 группы в подчинении 50-го Королевского танкового полка 51-й Хигландской дивизии)

## Силы стран «Оси»
На стороне сил «Оси» участвовали объединенные итало-германские войска. Формально командующим итало-германских сил в Северной Африке являлся итальянский маршал Этторе Бастико, однако, фактически, всю роль командующего взял на себя немецкий генерал-фельдмаршал Эрвин Роммель. До 24 октября, в связи с временным отсутствием Роммеля проходившего лечение в Европе, его обязанности в Северной Африке исполнял генерал танковых войск Георг Штумме.

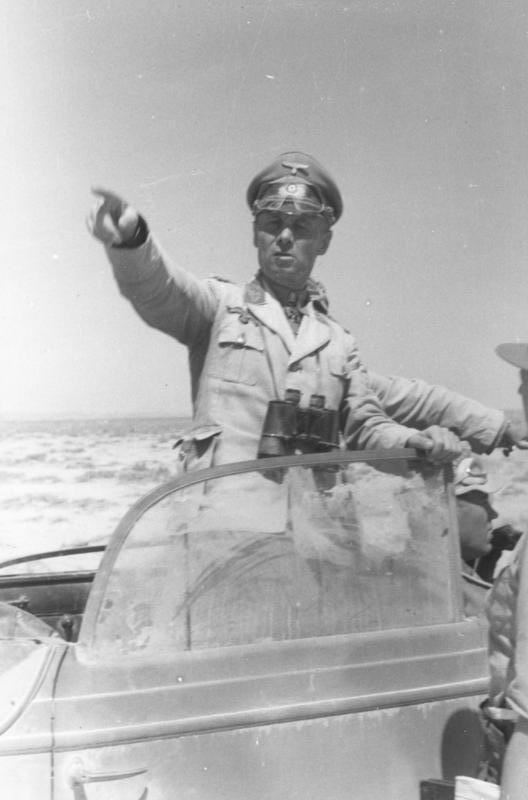
Генерал-фельдмаршал Эрвин Роммель — командующий итало-германскими войсками в Северной Африке.

## Танковая армия «Африка»

### Группировка армии

#### 90-я лёгкая пехотная дивизия «Африка»
(Бригадный Генерал (Генерал-майор) Эрнст Штрекер)
- 155-й моторизованный полк
- 200-й моторизованный полк
- 346-й моторизованный полк
- 190-й артиллерийский полк
- 190-й противотанковый артиллерийский дивизион
- под командованием группы 288:
  - 605-й противотанковый артиллерийский дивизион
  - 109-й противотанковый артиллерийский дивизион
  - 606-й противотанковый артиллерийский дивизион

#### 164-я лёгкая пехотная дивизия «Африка»
(Генерал-лейтенант Карл-Ханс Лунгерсхаузен)
- 125-й пехотный полк
- 382-й пехотный полк
- 433-й пехотный полк
- 220-й артиллерийский полк
- 220-й инженерный полк
- 220-я мотоциклетная группа
- 609-й зенитный артиллерийский дивизион

#### Парашютная бригада Рамке
(Генерал-майор Германн-Бернхард Рамке)
- 1-й и 2-й парашютный полк
- 1-й и 3-й парашютный полк
- 2-й и 5-й парашютный полк
- Учебный батальон Буркхардт
- Парашютно-артиллерийская батарея
- Парашютный противотанковый артиллерийский дивизион

### Немецкий Африканский корпус
(Генерал-лейтенант Вильгельм Риттер фон Томма)

#### 15-я танковая дивизия
(Генерал-майор Густав фон Фаерст)
- 8-й танковый батальон
- 115-й моторизованный полк
- 33-й артиллерийский полк

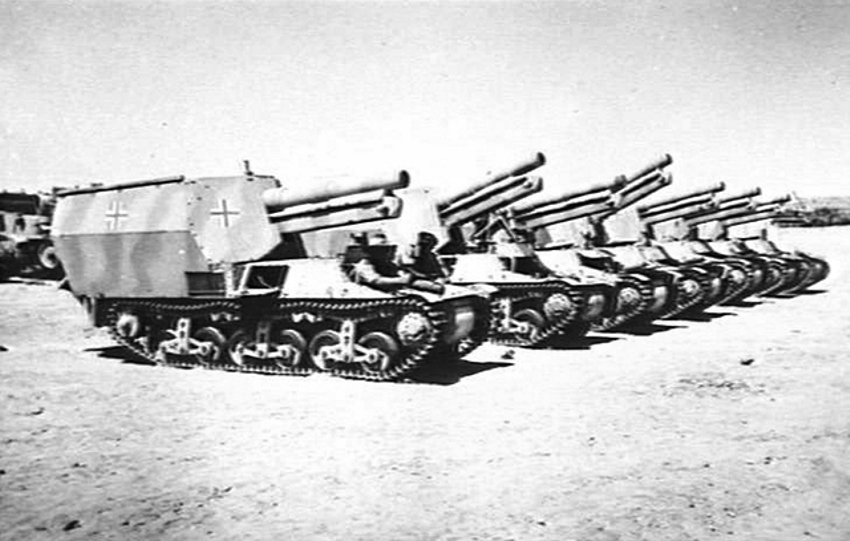
Батарея немецких самоходок SdKfz 135-1 21-й танковой дивизии. Октябрь 1942 года.

- 33-й противотанковый артиллерийский дивизион
- 33-й инженерный батальон

#### 21-я танковая дивизия
(Генерал-майор Хейнц фон Рандов)
- 5-й танковый полк
- 104-й моторизованный полк
- 155-й артиллерийский полк
- 39-й противотанковый артиллерийский дивизион
- 200-й инженерный батальон

## Итальянская армия «Африка»
(Маршал Этторе Бастико)
За исключением дивизии «Пистойя» и тыловых войск, штаб итальянской армии в Африке имел только административный контроль над итальянскими формированиями. Все итальянские формирования находились под тактическим контролем танковой армии Роммеля «Африка».

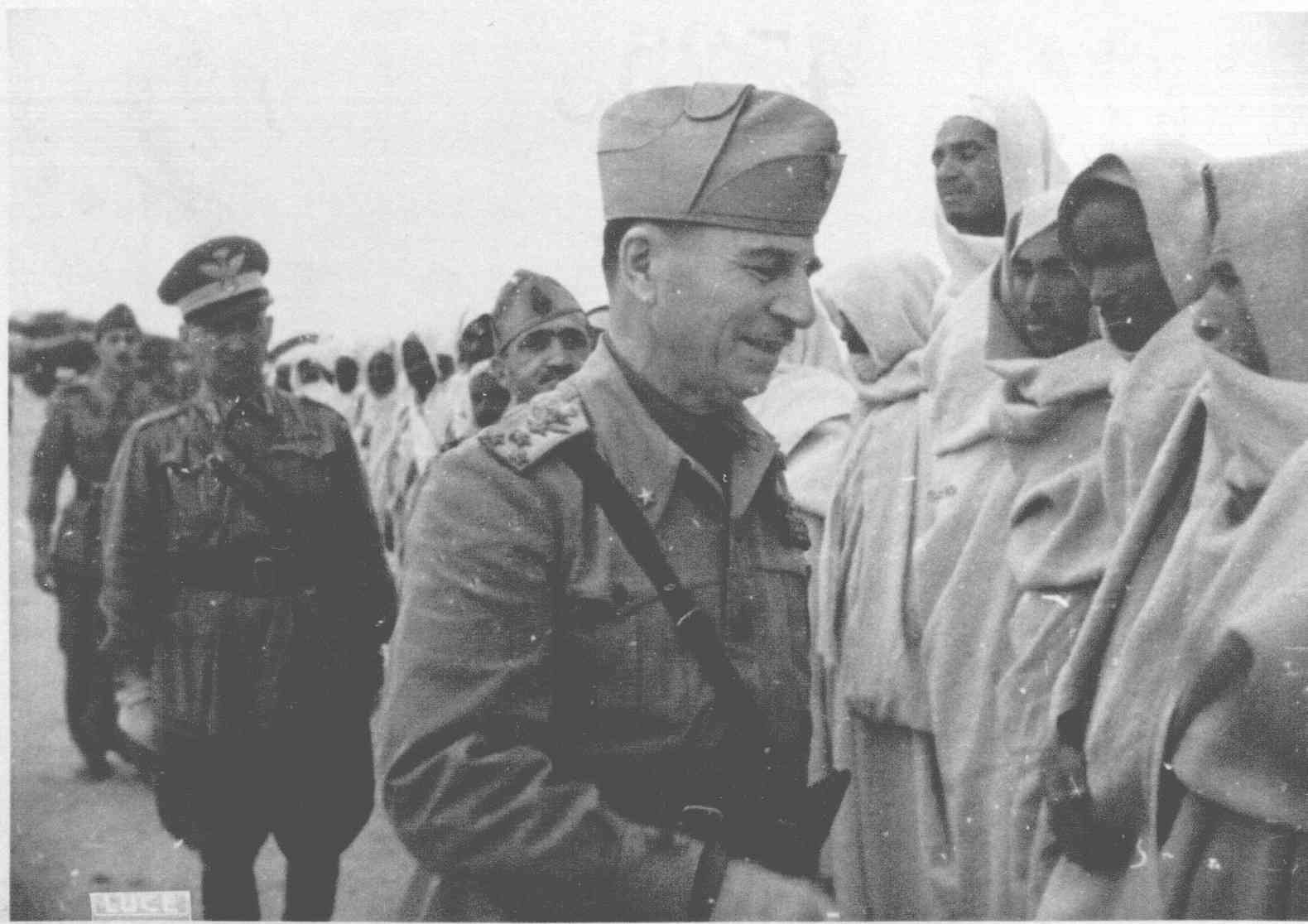
Маршал Италии Этторе Бастико

### 16-я моторизованная дивизия «Пистоя»
(Генерал-майор Джузеппе Фалуджи)
- 35-й пехотный полк
- 36-й пехотный полк
- 3-й артиллерийской пол «Фоссальта»
- 16-й минометный батальон
- 16-й противотанковый батальон
- 51-й инженерный батальон

### 136-я пехотная дивизия «Молодые фашисты»
- 2 пехотных батальона

### Х итальянский корпус
(Генерал-лейтенант Эдоардо Небба. С 26 октября под командованием Генерал-майора Энрико Фраттини)
- 9-й берсальерский полк
- 16-я группа корпусной артиллерии
- 8-я группа армейской артиллерии

#### 27-я пехотная дивизия «Брешия»
(Генерал-майор Брунетто Брунетти)
- 19-й пехотный полк
- 20-й пехотный полк
- 1-й мобильный артиллерийский полк
- 27-й смешанный инженерный полк

#### 17-я пехотная дивизия «Павия»
(Бригадный Генерал Наззарено Скаттаглия)
- 27-й пехотный полк
- 28-й пехотный полк
- 26-й артиллерийский полк
- 17-й смешанный инженерный полк

#### 185-я парашютная дивизия «Фольгоре»
(Генерал-майор Энрико Фраттини)
- 186-й парашютный полк
- 187-й парашютный полк
- 185-й парашютно-артиллерийский полк

### XX моторизованный корпус
(Генерал-лейтенант Джузеппе де Стефанис)
- 8-я группа армейской артиллерии (часть)
- 90-я инженерная группа

#### 132-я танковая дивизия «Ариете»
(Генерал-майор Франческо Арена)
- 132-й танковый полк

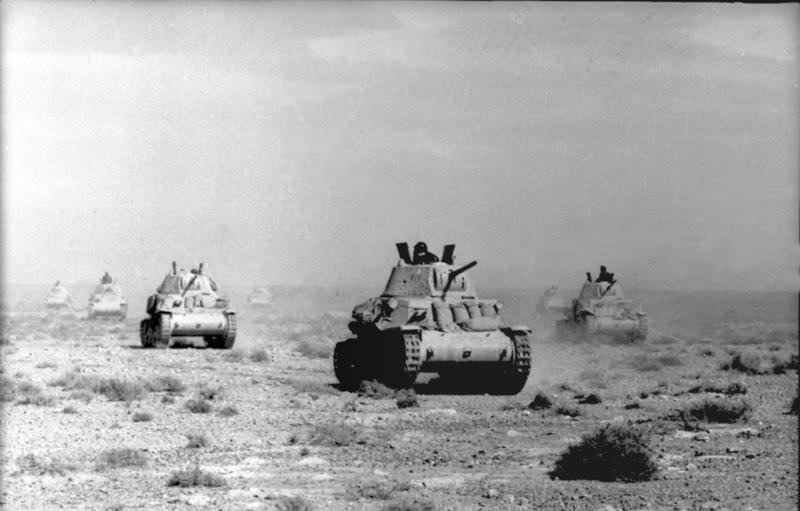
Итальянские танки M13/40

  - IX, X, XII танковые батальоны (более 100 танков M14/41)
- 8-й берсальерский полк (моторизованный)
  - V и XII берсальерские мотострелковые батальоны
  - III берсальерский вспомогательный батальон
- 132-й артиллерийский полк (моторизованный)
  - I и II батальоны (Полевые орудия модели 75/27)
  - III батальон (Гаубицы модели 105/25)
  - IV смешанный АА батальон орудий модели 90/53 и 20-мм автоматических орудий
  - I/24 гаубичный батальон
  - 88/56 батальон
- 3-й батальон «Ницца Кавалерия» (бронеавтомобили AB41)
- 32-й смешанный инженерный батальон (моторизованный)

#### 133-я танковая дивизия «Литторио»
(Генерал-майор Джервазио Битоззи)
- 133-й танковый полк
  - VI, XII и LI танковые батальоны (танки М14/41)
- 12-й берсальерский пехотный полк
- 3-й артиллерийский полк
- 133-й артиллерийский полк
  - включая два батальона самоходок Semovente da 75/18
- 3-я таковая группа «Лянчиери ди Новара» (танки L6/40)

#### 101-я моторизованная дивизия «Триесте»
(Бригадный Генерал Франсиско Ла Фария)
- XI-й танковый батальон (танки M14/41)
- 65-й пехотный полк
- 6-й пехотный полк
- 21-й артиллерийский полк
- 8-й бронетанковый берсальерский батальон (бронеавтомобили AB41)
- 52-й смешанный артиллерийский батальон

### XXI корпус

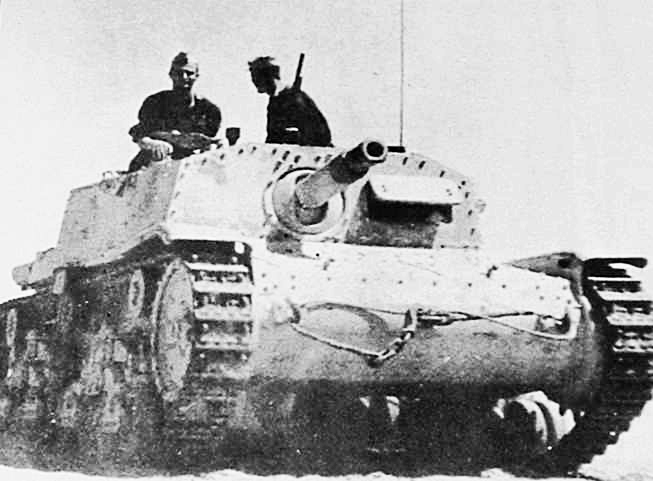
Самоходка Semovente da 75/18

(Генерал-майор Энеа Наварини. Командующий с 26 октября Генерал-майор Алессандро Глория)
- 7-й берсальерский полк
- 24-я группа корпусной артиллерии
- 8-я группа армейской артиллерии (часть)

#### 102-я моторизованная дивизия «Тренто»
(Бригадный Генерал Джорджио Мазина)
- 61-й пехотный полк
- 62-й пехотный полк
- 46-й артиллерийский полк

#### 25-я пехотная дивизия «Болонья»
(Генерал-майор Джорджио Мазина)
- 39-й пехотный полк
- 40-й пехотный полк
- 205-й артиллерийский полк
- 25-й инженерный батальон